# Chyliza richteriae
Chyliza richteriae är en tvåvingeart som beskrevs av Shatalkin 1989. Chyliza richteriae ingår i släktet Chyliza och familjen rotflugor. Inga underarter finns listade i Catalogue of Life.